# Dan Verton
Dan Verton – dziennikarz, (członek redakcji Computerworld), ekspert w dziedzinie bezpieczeństwa w sieci, autor kilku książek.

## Książki
- 2002 - Pamiętniki Hakerów (The Hacker Diaries: Confessions of Teenage Hackers)
- 2003 - Black Ice. Niewidzialna groźba cyberterroryzmu (Black Ice: The Invisible Threat of Cyber-Terrorism)